# Rita Demaré
Rita Demaré is CD&V-politica en was tussen 2013 en 2022 burgemeester van de Belgische gemeente Hooglede.

## Carrière

### Politieke carrière
- 1994: Demaré zette haar eerste stappen in de gemeentepolitiek. Haar partij (CD&V) behaalde toen zes zetels. Ze werd niet verkozen.
- 2000: Demaré behaalde de vierde plaats en haar partij won opnieuw zes zetels.
- 2003: Demaré behaalde bij de federale verkiezingen meer dan 13.000 stemmen en werd de nieuwe fractievoorzitter voor CD&V in de gemeenteraad van Hooglede.
- 2006: Demaré trok de lijst en kreeg 1.373 voorkeurstemmen. Haar partij behaalde acht zetels.
- 2012: Demaré behaalde het hoogste aantal stemmen van alle politici. Hierbij neemt ze de taak als burgemeester van Hooglede – Gits op haar. Ze is de eerste vrouwelijke burgemeester van de gemeente.
- 2018: Demaré behaalde opnieuw het hoogst aantal stemmen. Ze blijft burgemeester van Hooglede-Gits

### Tuinbouwsector
Vanuit KVLV-Agra stelde ze haar kandidatuur en werd ze gekozen om vertegenwoordigingen in de Boerenbondstructuren op te nemen. Ze is ondervoorzitster van de arrondissementsraad Boerenbond Roeselare. De provinciale vakgroep glastuinbouw duidde ze aan om te onderhandelen over baremabesprekingen.
In 2001 stelde ze haar kandidaat voor de raad van bestuur in de REO-veiling. Ze werd verkozen en was de eerste vrouw die lid werd van een Raad van Bestuur van een tuinbouwveiling in België. In 2005 bood de raad van bestuur haar het voorzitterschap aan en daar ging Demaré op in. Vanaf 20 juni 2006 maakt ze als ‘ondervoorzitter groenten’ deel uit van het Bestuurscomité van het VBT. Sinds april 2011 is ze voorzitter van het Verbond van Belgische Tuinbouwcoöperaties.
Andere engagementen
Sinds 2023 is ze ook voorzitter van 4Werk, de federatie van West-Vlaamse Maatwerkbedrijven.

## Persoonlijk
Demaré groeide samen met twee jongere broers op in Gits. Haar ouders runden een tuinbouwbedrijf. Demaré behaalde haar diploma van Maatschappelijk assistente in de Ipsoc en werkte als opvoedster bij zorginstelling Dominiek Savio. Op 30 april 1988 trouwde ze met Paul Mol en startte een tuinbouwbedrijf op in Hooglede. Samen hebben ze twee zonen en een dochter.